# Санта-Мария-делла-Паче
Санта-Мария-делла-Паче (итал. Santa Maria della Pace) — титулярная церковь (с 13 апреля 1587 года) в Риме, недалеко от Пьяцца Навона. Церковь перестроена в 1482 году при папе Сиксте IV и получила название в благодарность Деве Марии по случаю заключения договора о мире в междоусобной войне на севере Италии.

## Архитектура
В XII в. на этом месте стояла небольшая церковь. Папа Сикст IV повелел в 1482 году её расширить, а папа Александр VII пригласил архитектора Пьетро да Кортона создать новый фасад. Архитектор создал в 1655—1657 годах выдающуюся композицию в стиле барокко: полуциркульную колоннаду на ступенчатом подиуме с неравномерно поставленными, слегка сдвоенными колоннами. При взгляде с улицы, в ракурсе, аритмичность колонн усиливается, создавая истинно барочное впечатление. В верхней части фасада также по-барочному контрастно сочетаются выпуклые и вогнутые поверхности, колонны и пилястры, треугольный и лучковый фронтоны. В работах по возведению фасада и реконструкции интерьера церкви Пьетро да Кортона в 1657—1658 годах помогал Карло Фонтана.
Однако самое замечательное — кьостро (двор) небольшого монастыря, возникшего при церкви под тем же названием. Внутренний двор монастыря Санта Мария делла Паче был создан в 1504 году Донато Браманте. Это одна из ранних работ выдающегося мастера, основоположника архитектуры римского классицизма XVI века. Двор имеет отдельный вход с западной стороны церкви. Идеальные пропорции создают ощущение тихой гармонии и покоя. Нижний ярус оформлен аркадами с пилястрами; верхний — чередующимися через одну колоннами и пилонами ионического ордера. Каждая колонна верхнего яруса соответствует средней оси арки нижнего. Это создаёт сложный полифонический ритм, не нарушающий, однако, общей гармонии композиции. Считается, что этот шедевр архитектуры Браманте создал по впечатлениям от дворика Палаццо Дукале в Урбино работы Лучано Лаурана.
План интерьера необычен. Он включает короткий прямоугольный неф и октогональный хор. Арку первой капеллы справа от входа — капеллы Киджи (итал. Capella Chigi) — украшает фреска работы Рафаэля, созданная в 1514 году по заказу банкира Агостино Киджи. Рафаэль был также архитектором капеллы. Композиция представляет четырёх сивилл: (Кумскую, Персидскую, Фригийскую и Тибуртинскую) в окружении ангелов. В фигурах сивилл очевидно влияние росписей Микеланджело в Сикстинской капелле Ватикана, которые изучал в это время Рафаэль.
Первая капелла слева: капелла Понцетти, украшена фресками Бальдассарре Перуцци, ученика Рафаэля: он написал на алтаре Мадонну с Младенцем между святыми Бригитой Ирландской, Екатериной Сиенской и кардиналом Фердинандо Понцетти. Капелла Ольджати также украшена фресками Б. Перуцци. В церкви имеются и другие выдающиеся произведения искусства.

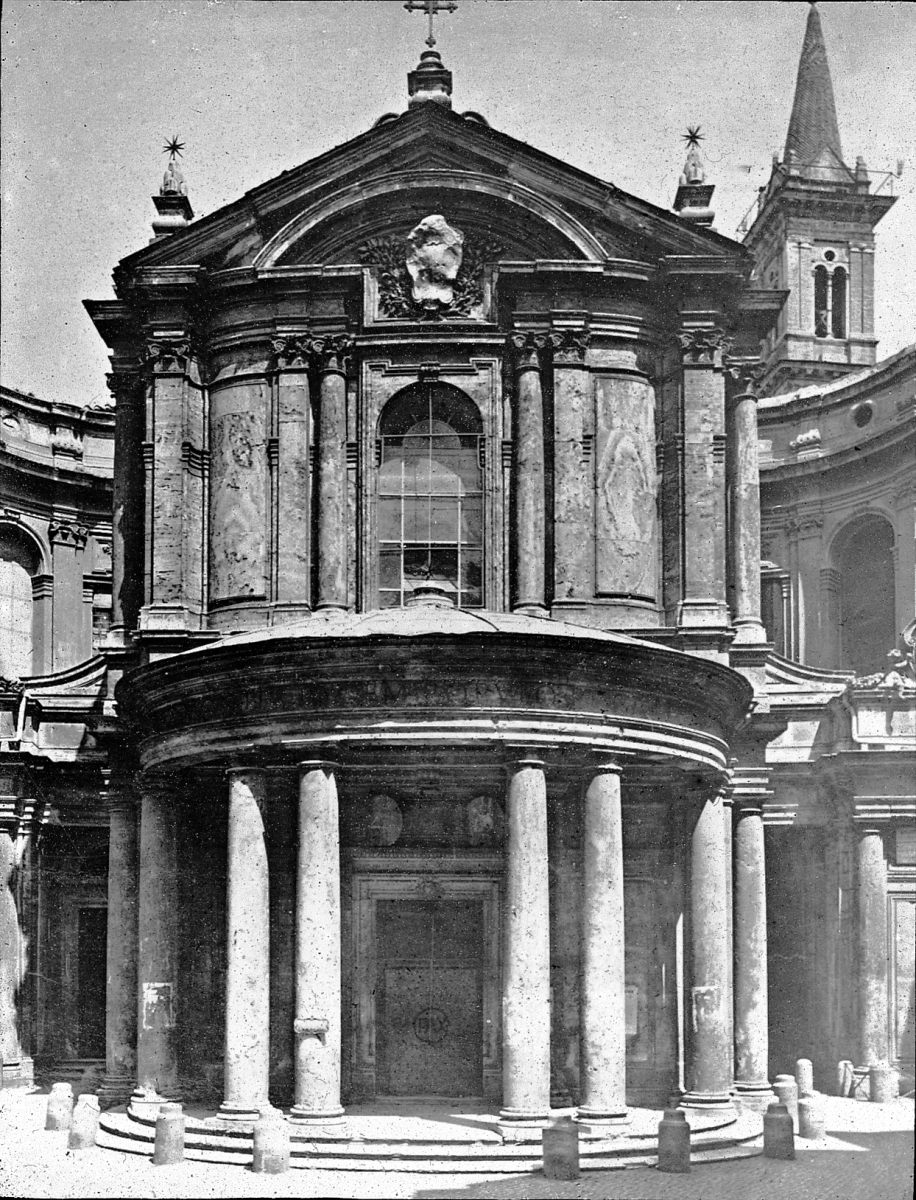
Санта-Мария-делла-Паче. Фотография 1918 г.
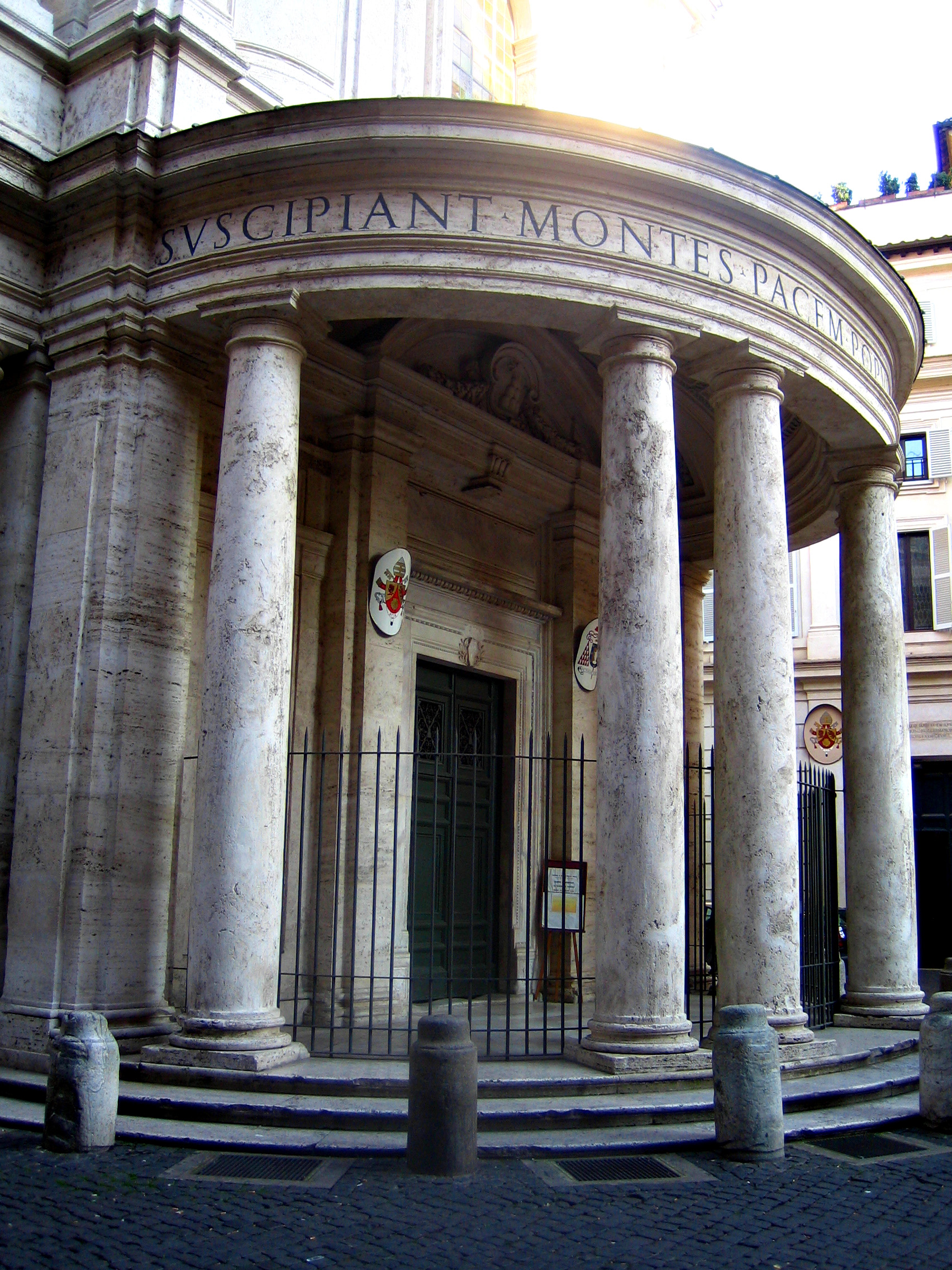
Полуциркульный портик церкви
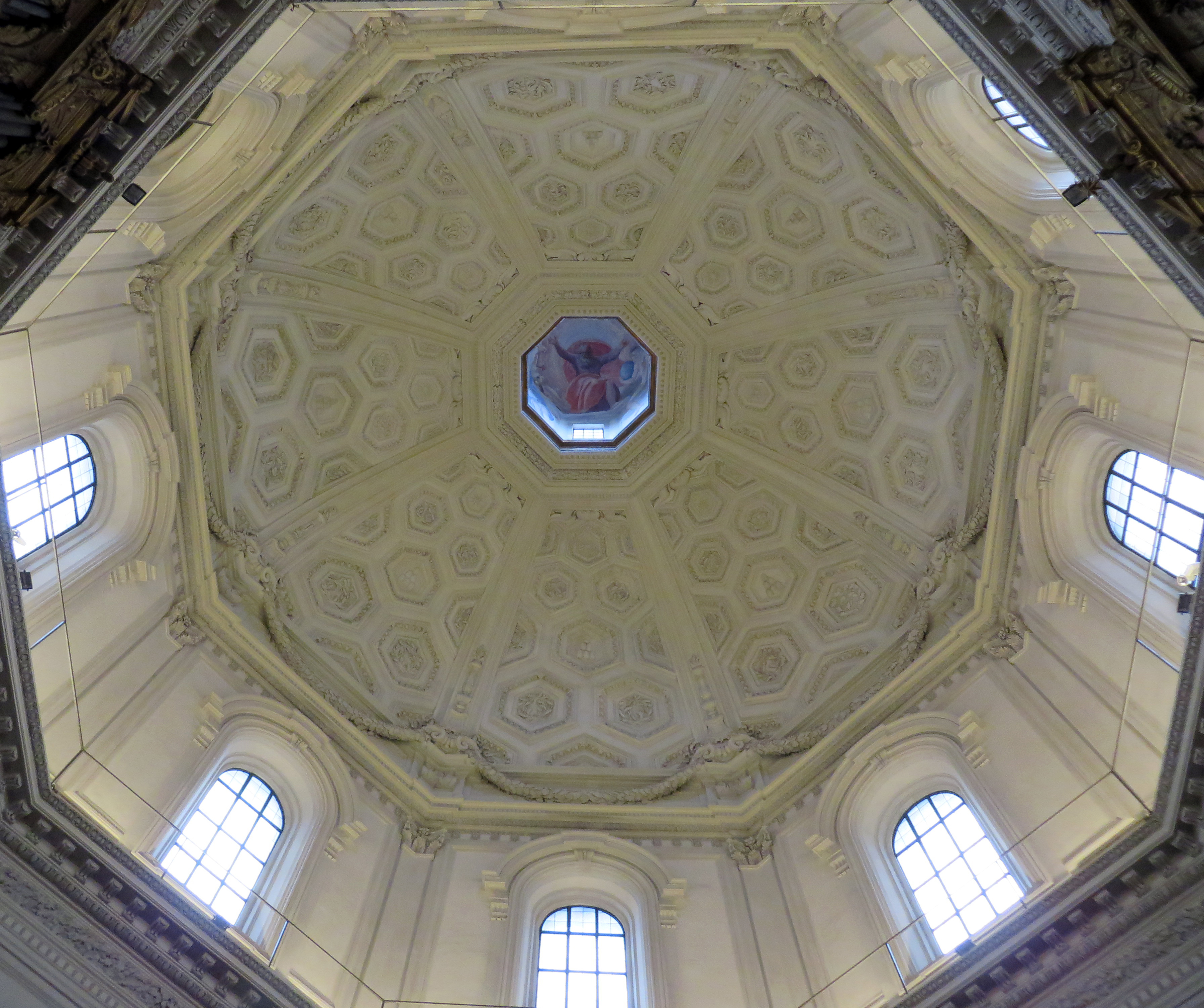
Купол
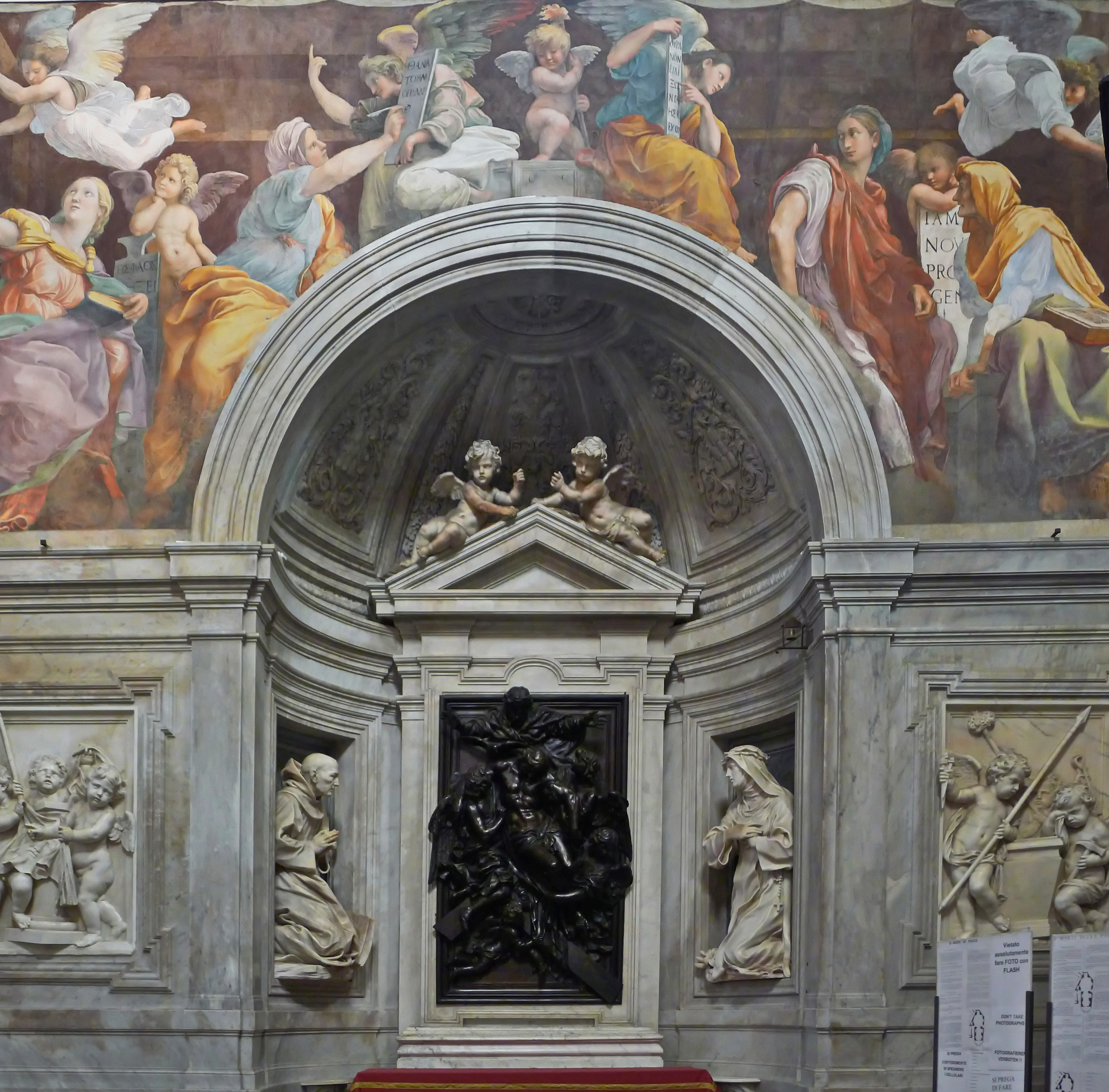
Капелла Киджи. Фреска Рафаэля. 1514
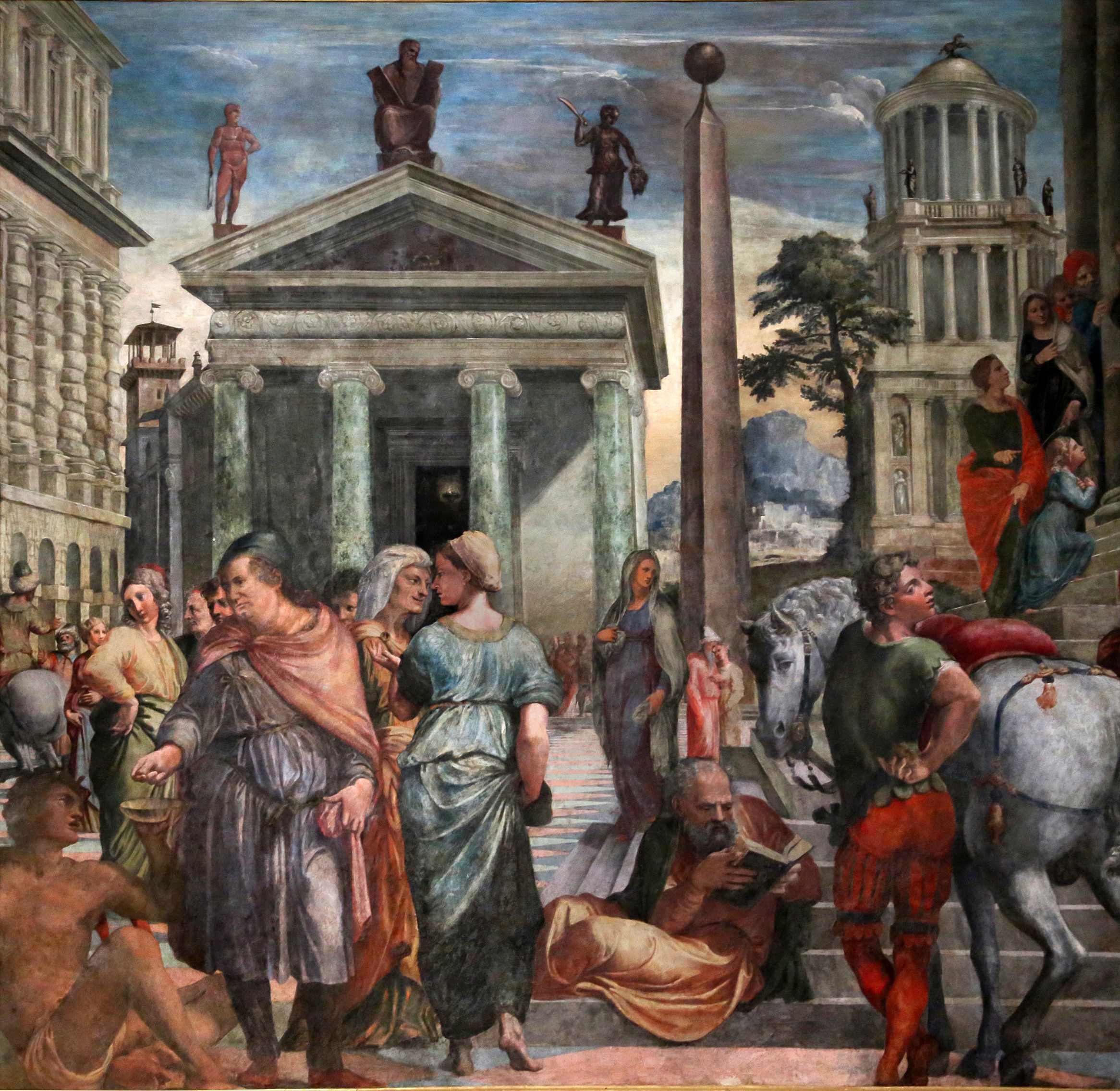
Б. Перуцци. Введение Марии в храм. Фреска. Капелла Ольджати
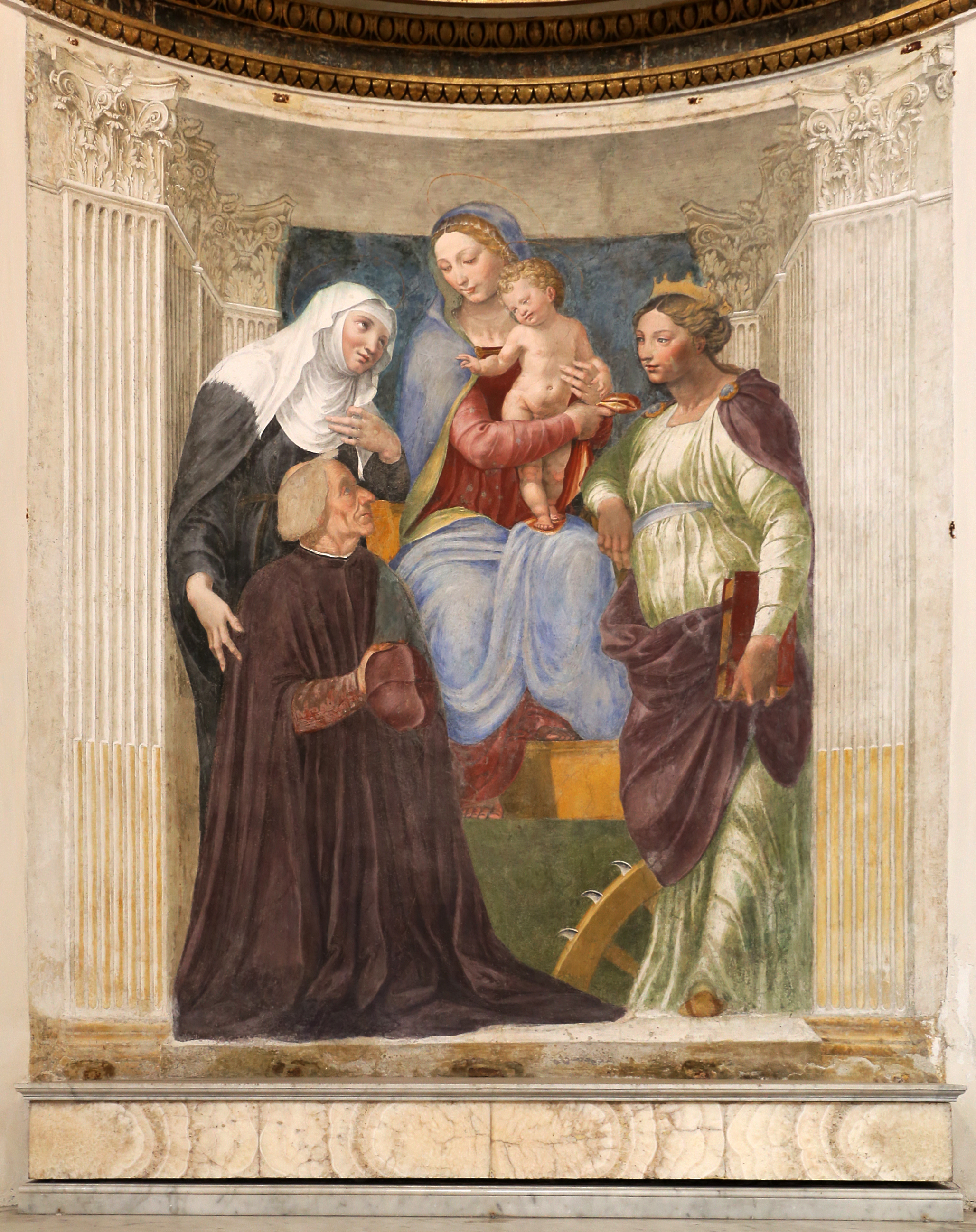
Б. Перуцци. Мадонна с Младенцем, святыми Бригитой Ирландской, Екатериной и донатором Фердинандо Понцетти. 1516. Фреска. Капелла Понцетти
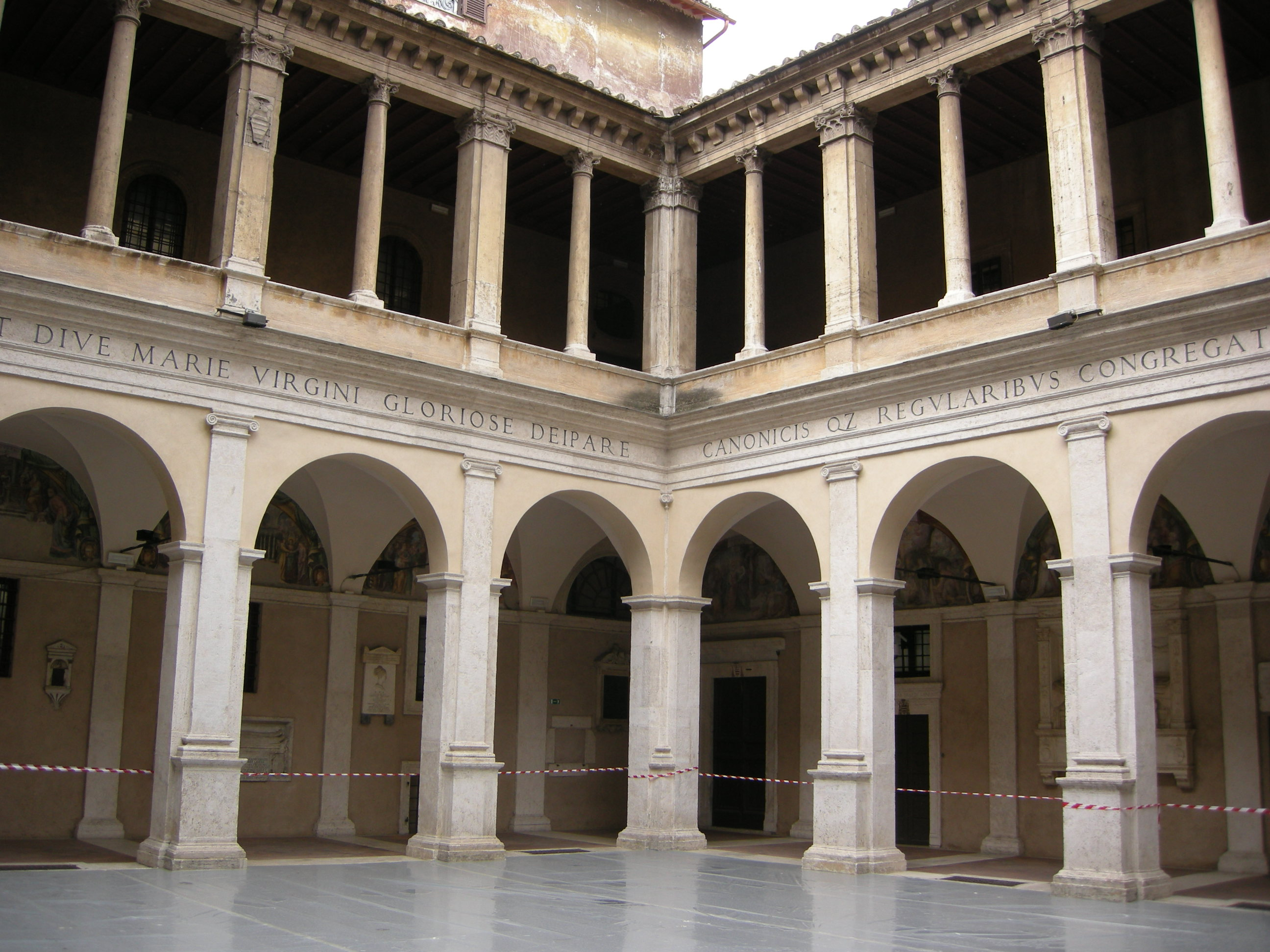
Кьостро. Архитектор Д. Браманте. 1504

## Титулярная церковь
Церковь Санта-Мария-делла-Паче является титулярной церковью, кардиналом-священником с титулом церкви Санта-Мария-делла-Паче с 21 февраля 2001 года, является чилийский кардинал Франсиско Хавьер Эррасурис Осса.